# Atalanta Fugiens
Atalanta Fugiens o la Fugida de Atalanta és una obra emblemàtica escrita pel metge, músic, alquimista alemany i conseller de l'emperador Rodolf II, Michael Maier (1568-1622), compost per 50 discursos filosòfics, 50 gravats de Matthäus Merian i 50 cànons musicals. La va publicar Theodor Johann de Bry a Oppenheim, el 1617 (2a edició 1618). Els discursos filosòfics, les imatges i la música original, amb il·lustracions de Matthäus Merian, s'acompanyen d'un vers epigramàtic, prosa i una fuga. Pot ser considerat un exemple precoç de la multimèdia. Michael Maier fou també autor de Cantilenae intellectuales de Phoenice redivo, Arcana Arcanissima; Viatorium, hoc est the montibus septum planetarum i Themis Aurea.
La temàtica del treball és l'alquímia i s'inspira en el mite grec d'Atalanta.

## Pàgina del títol
La pàgina del títol mostra escenes de la mitologia grega relacionades amb la poma daurada.
L'autor hi dona a la música el paper més important. En les tres veus de les 50 fugides (que en realitat són cànons per a tres veus), es representen els tres personatges principals de la història mitològica: Atalanta fugint (antecedent), Hipòmenes perseguint-la (conseqüent), i la poma com un tenor (treta d'algun repertori gregorià), base que sosté les 50 composicions:
- Es veu a dalt (cant superior) el Jardí de les Hespèrides.
- Es veu a l'esquerra Hèrcules estenent el braç per a agafar una de les pomes daurades.
- Es veu a la dreta Afrodita lliurant les pomes daurades a Hipòmenes.
- Es veu a baix (cantó inferior) la cursa entre Atalanta i Hipòmenes; amb Atalanta agafant una poma. Rere seu, hi ha un temple en què els amants s'abracen, mentre al fons sorgeixen un lleó i una lleona.

L'aparent incomprensibilitat general del treball de Michael Maier és atribuïble a la fallida en la tradició d'una comunicació del coneixement alquímic, pel sorgiment d'una nova mentalitat "moderna" i "tradició científica", característica del període històric que segueix al viscut per Michael Maier.

## Prefaci
El prefaci conté una dissertació sobre l'antiga música grega i narra el mite d'Atalanta i Hipòmenes.

## Discursos
Cadascun dels 50 discursos conté:
- Un gravat revestit amb coure de Matthäus Merian.
- Un epigrama en vers definit en forma d'una fuga per a tres veus - Atalanta, o  vox fugiens; Hipòmenes, o vox sequins, i Pomum objectum (poma) o vox morans. "Atalanta fugiens" és una broma amb la paraula "fuga".[4]
- Un epigrama en alemany.
- Un vers llatí acompanyat d'un discurs.[5]

## Representacions públiques
- El maig de 2005, es va fer la primera actuació teatral de l'òpera dirigida per Marco Bellussi, en el Teatre Apol·lo de Crotona dins del Festival de l'Aurora. En aquesta ocasió, René Clemencic en feu la direcció musical i els epigrames va recitar-los Piergiorgio Odifreddi.
- Una versió de notació moderna de la música publicada per Berben d'Ancona el 2006 està disponible pel músic Davide Bortolai; aquesta versió és escrita per a veu i acompanyament de guitarra clàssica: Canti Alchemici (50 cànons de l'Atalanta Fugiens per Michael Maier i Davide Bortolai,  Edicions Berben, Ancona, 2006.
- Sis Simphonies Nouvelles Orchestra Atalanta Fugiens, dir. Vanni Moretto. Deutsche Harmonia Mundi 2009, de Fortunato Chelleri (1690-1757), mestre de capella i compositor barroc.

## Galeria d'imatges
Es tracta dels 50 gravats de l'Atalanta Fugiens, del suís Matthäus Merian el Vell (1593-1650). En aquests gravats apareixen símbols teosòfics, alquímics, cabalístics i mitològics.

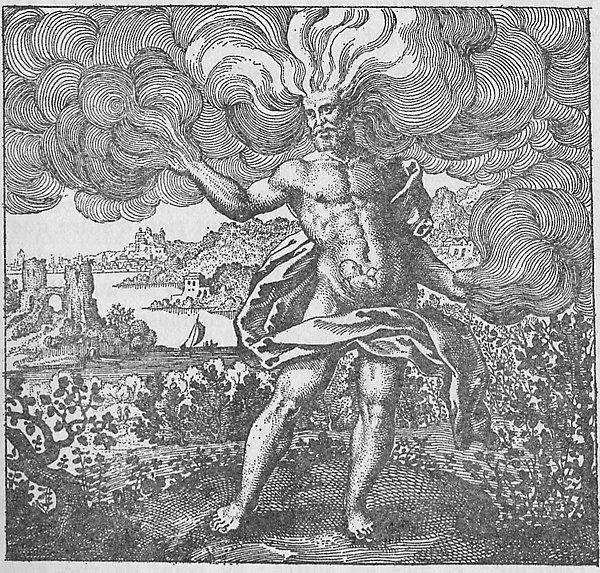
Fuga d'Atalanta; 1612 Emblema 01
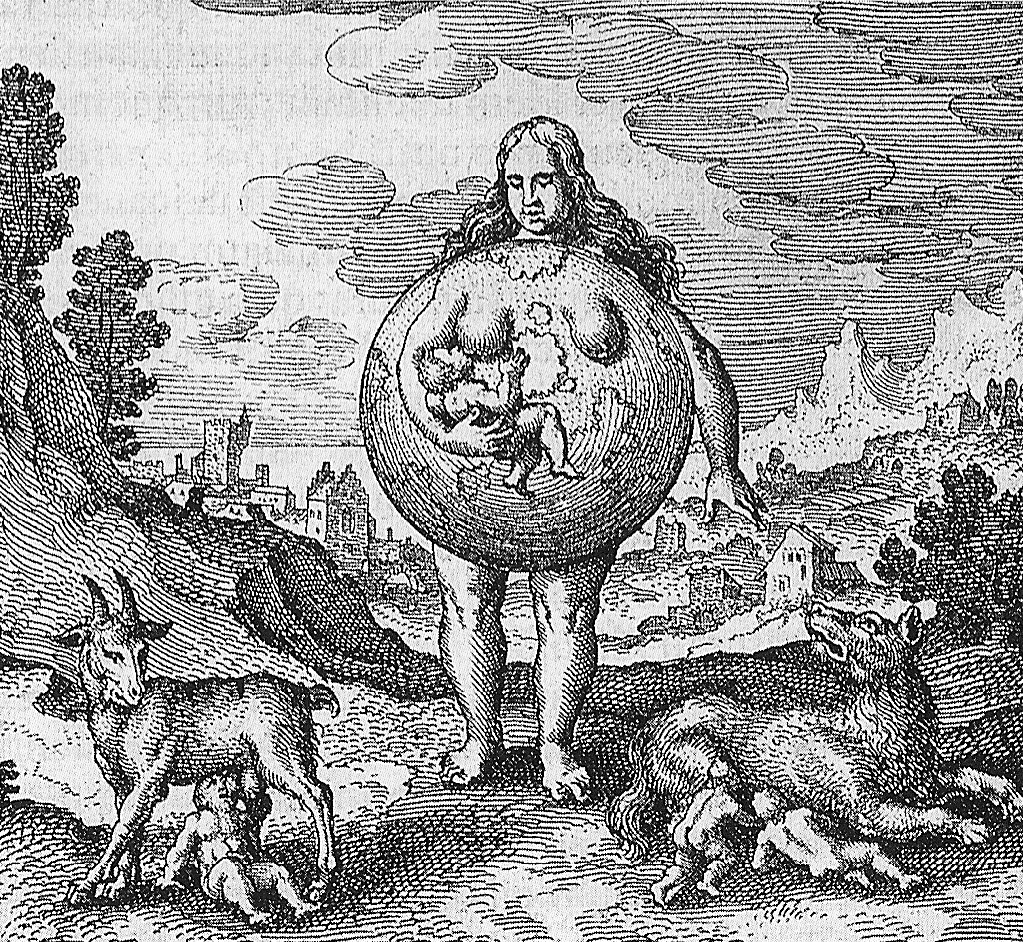
Fuga d'Atalanta; 1612 Emblema 02
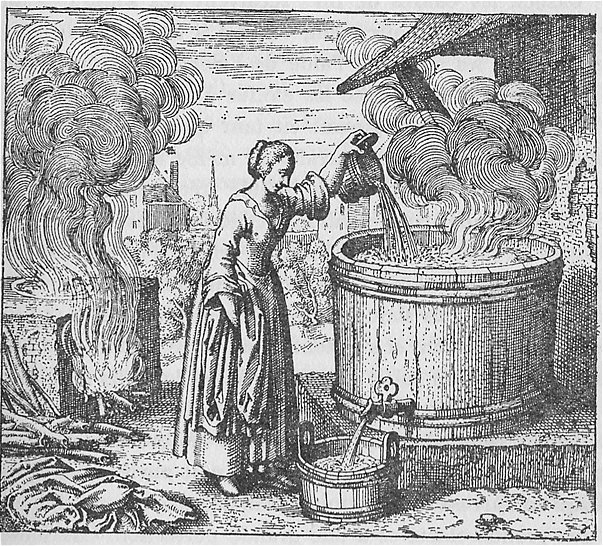
Fuga d'Atalanta; 1612 Emblema 03
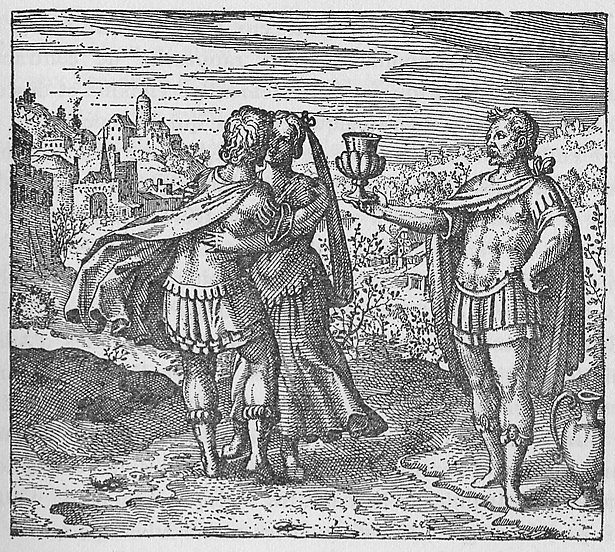
Fuga d'Atalanta; 1612 Emblema 04
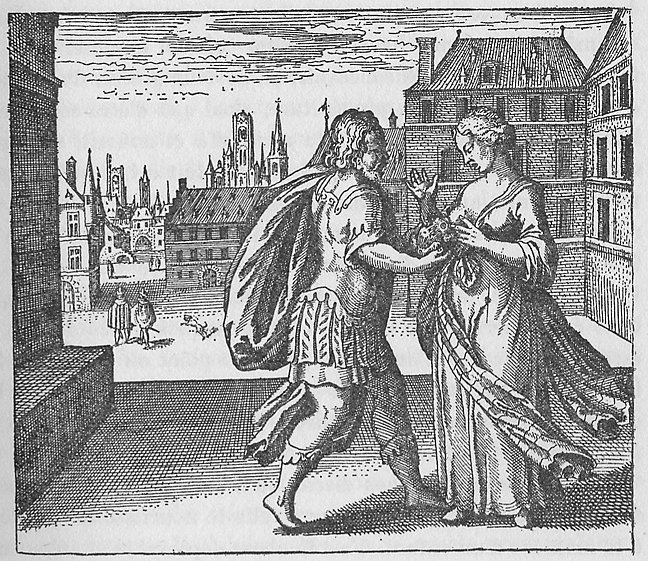
Fuga d'Atalanta; 1612 Emblema 05
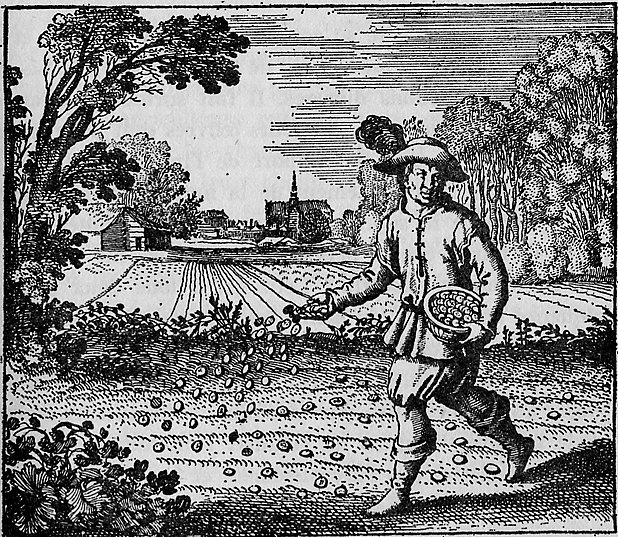
Fuga d'Atalanta; 1612 Emblema 06
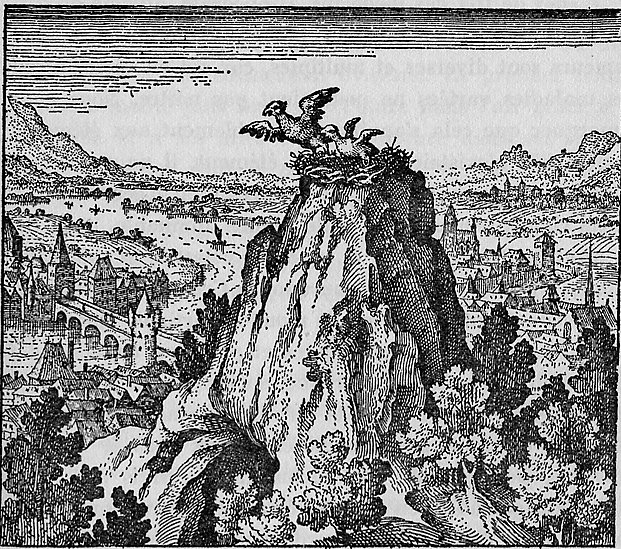
Fuga d'Atalanta; 1612 Emblema 07
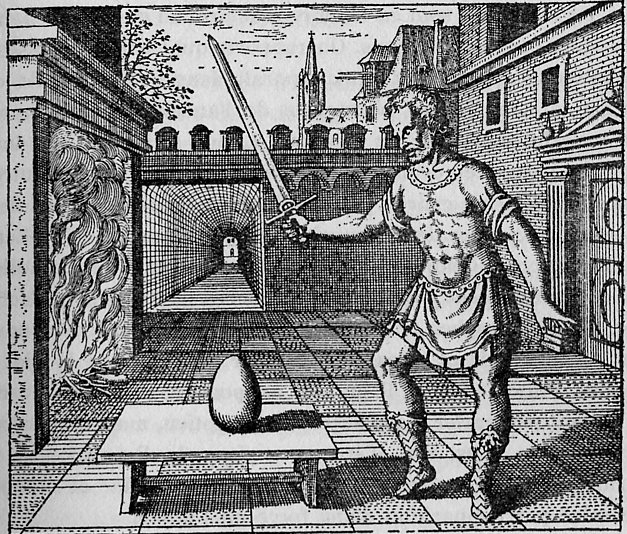
Fuga d'Atalanta; 1612 Emblema 08
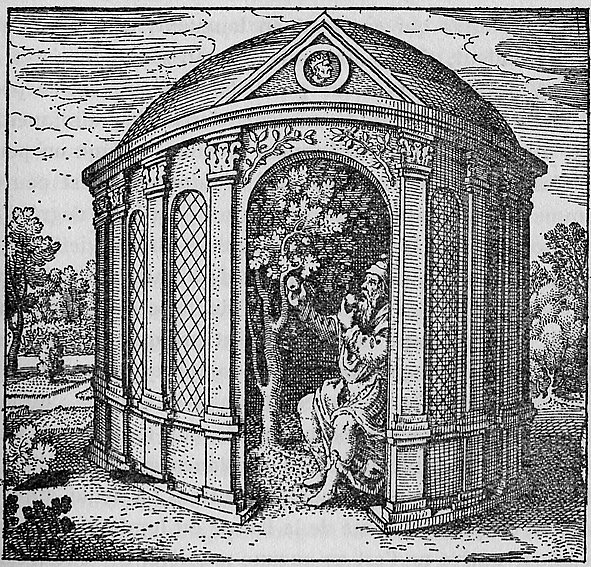
Fuga d'Atalanta; 1612 Emblema 09
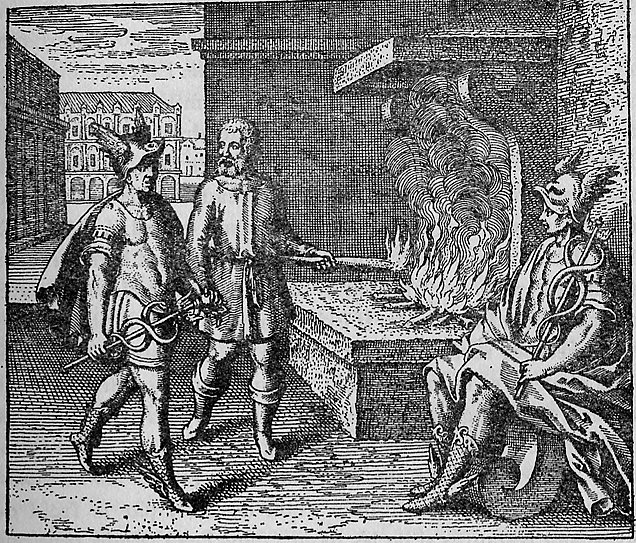
Fuga d'Atalanta; 1612 Emblema 10
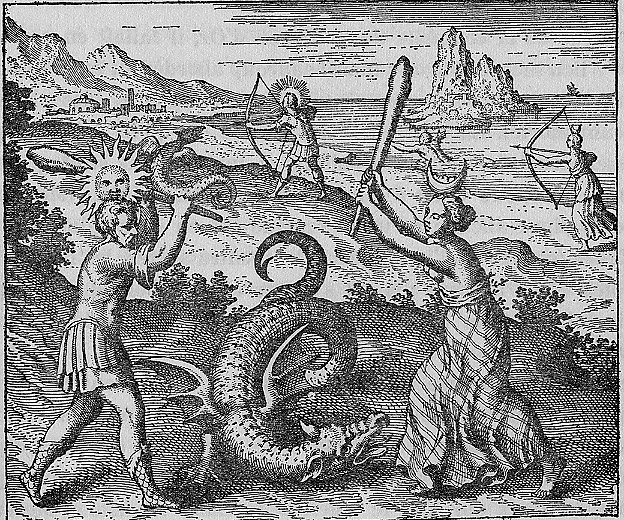
Fuga d'Atalanta; 1612 Emblema 11
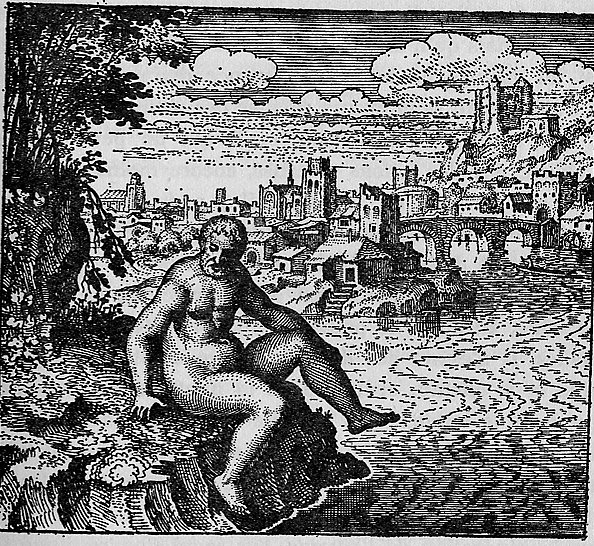
Fuga d'Atalanta; 1612 Emblema 13
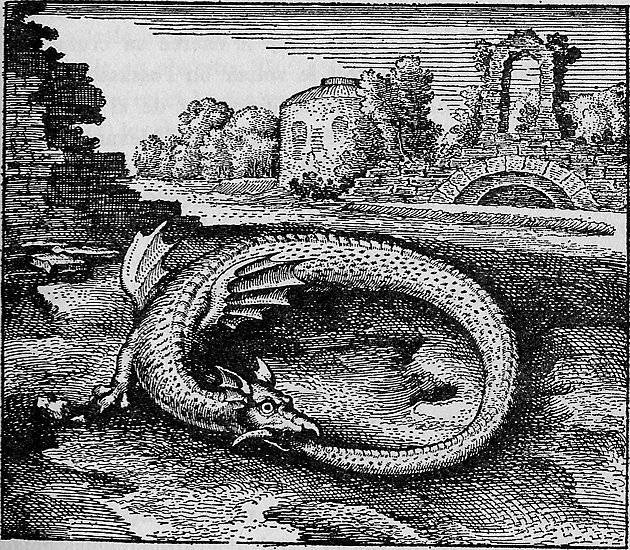
Fuga d'Atalanta; 1612 Emblema 14
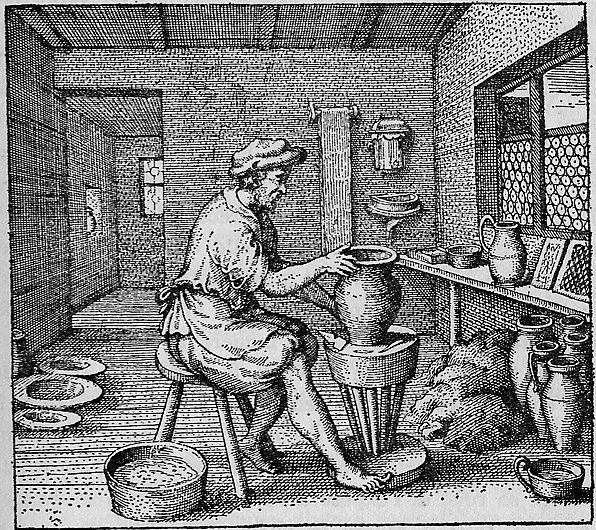
Fuga d'Atalanta; 1612 Emblema 15
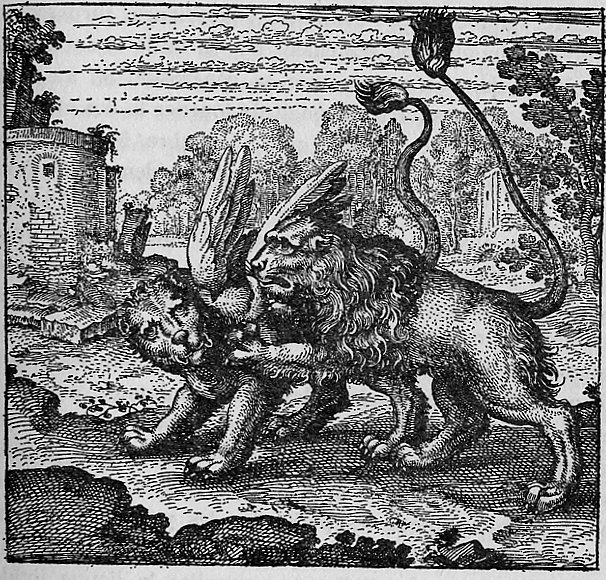
Fuga d'Atalanta; 1612 Emblema 16
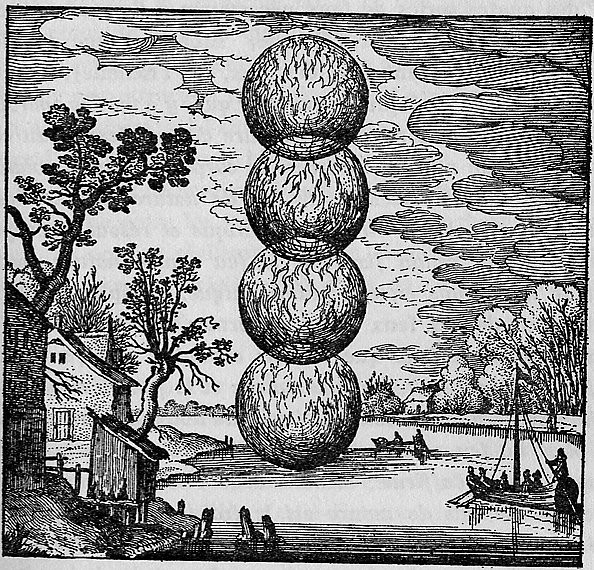
Fuga d'Atalanta; 1612 Emblema 17
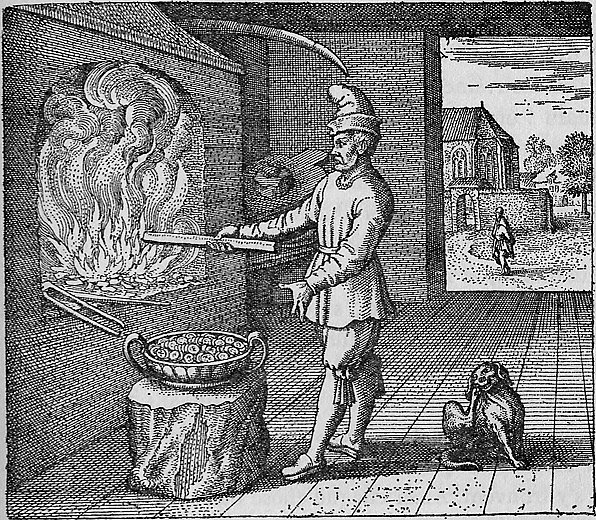
Fuga d'Atalanta; 1612 Emblema 18
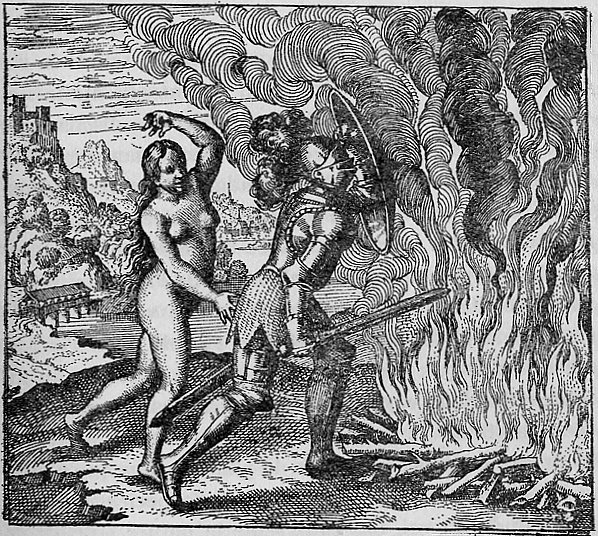
Fuga d'Atalanta; 1612 Emblema 20
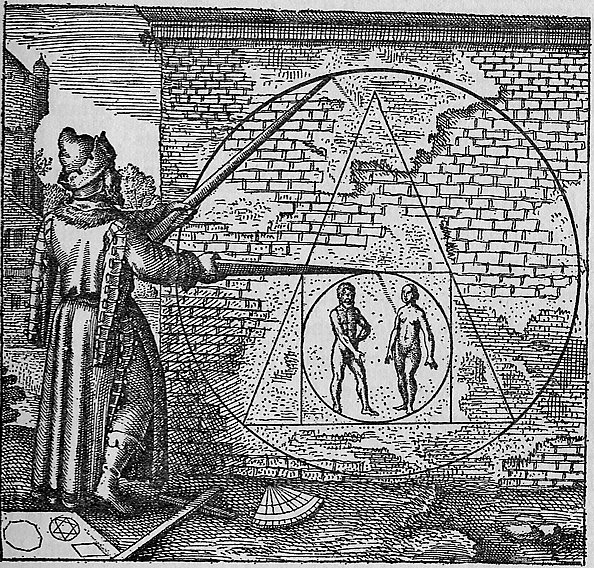
Fuga d'Atalanta; 1612 Emblema 21
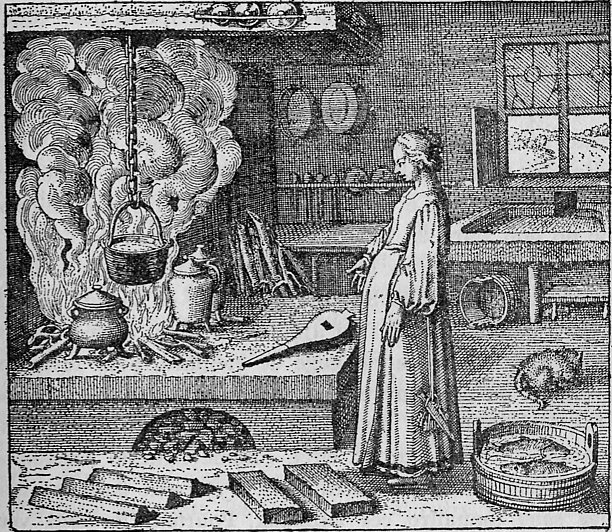
Fuga d'Atalanta; 1612 Emblema 22
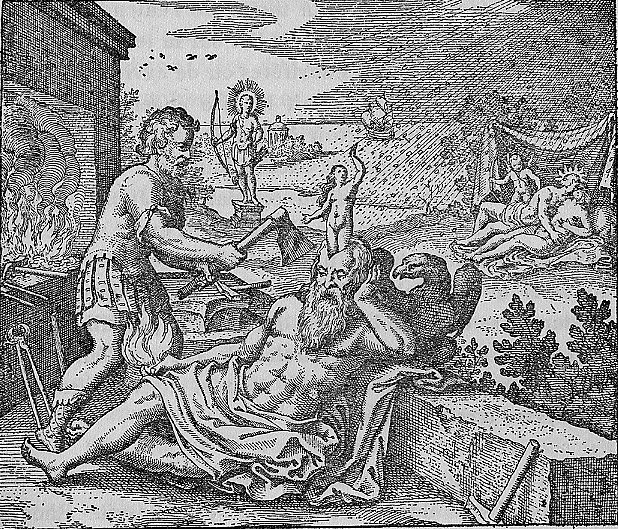
Fuga d'Atalanta; 1612 Emblema 23
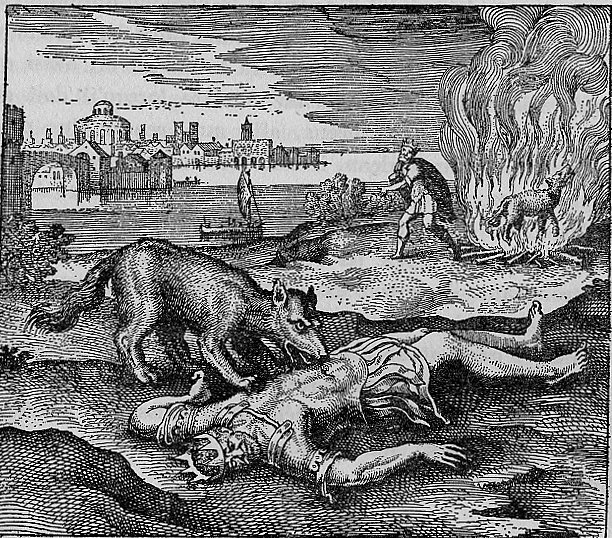
Fuga d'Atalanta; 1612 Emblema 24
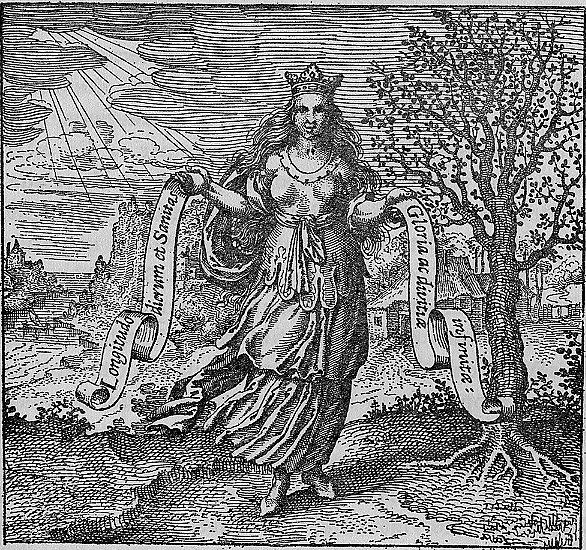
Fuga d'Atalanta; 1612 Emblema 26
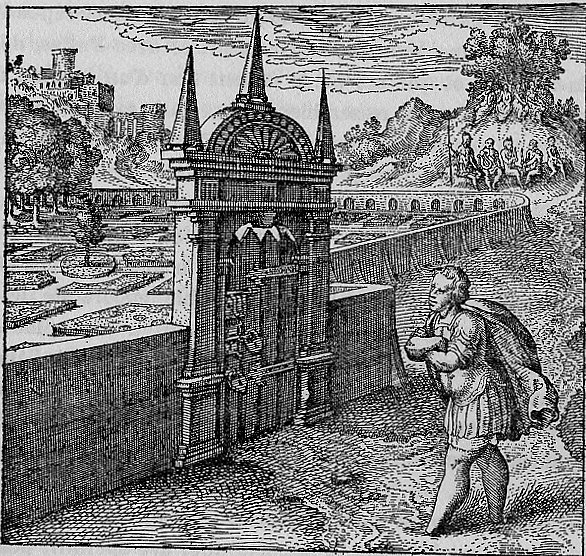
Fuga d'Atalanta; 1612 Emblema 27
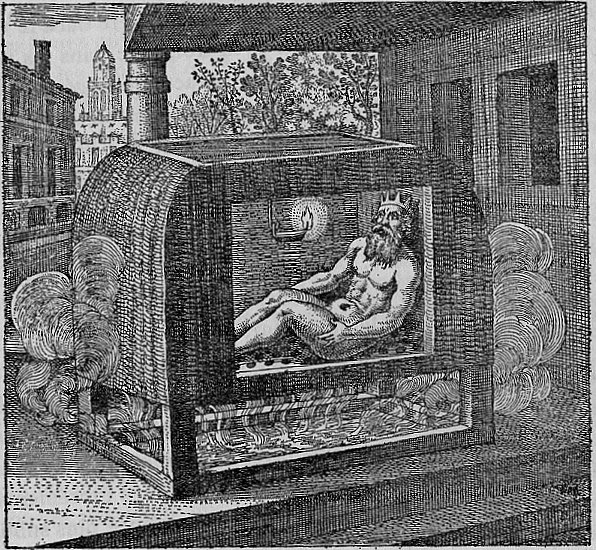
Fuga d'Atalanta; 1612 Emblema 28
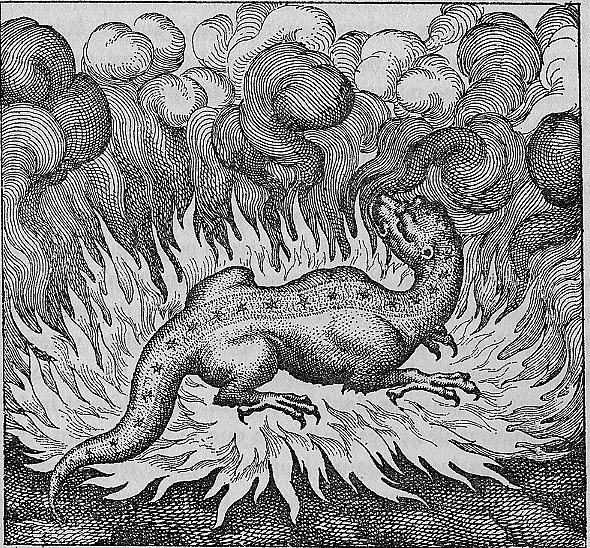
Fuga d'Atalanta; 1612 Emblema 29
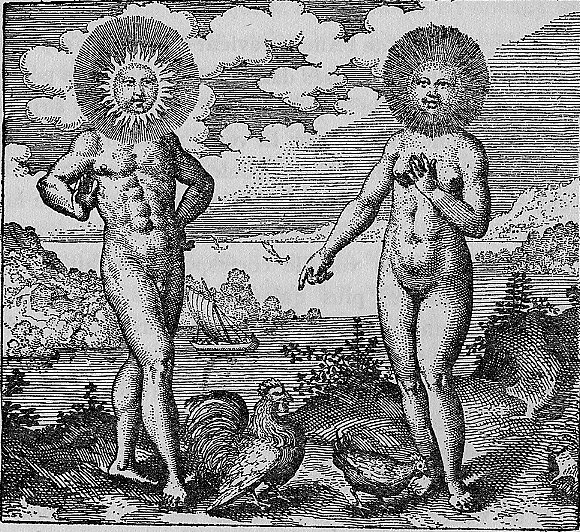
Fuga d'Atalanta; 1612 Emblema 30
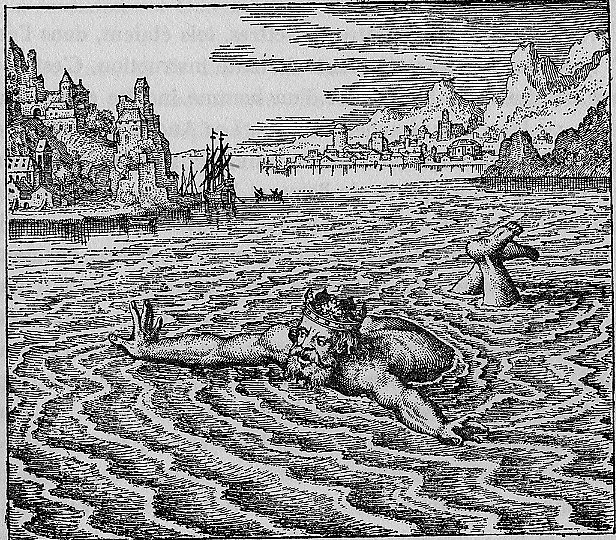
Fuga d'Atalanta; 1612 Emblema 31
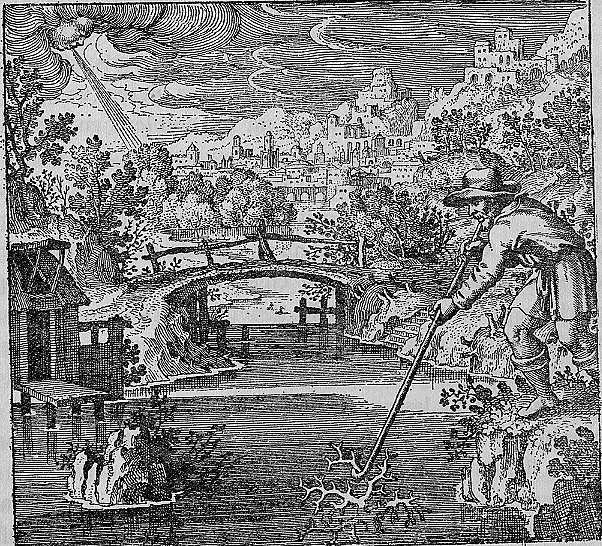
Fuga d'Atalanta; 1612 Emblema 32
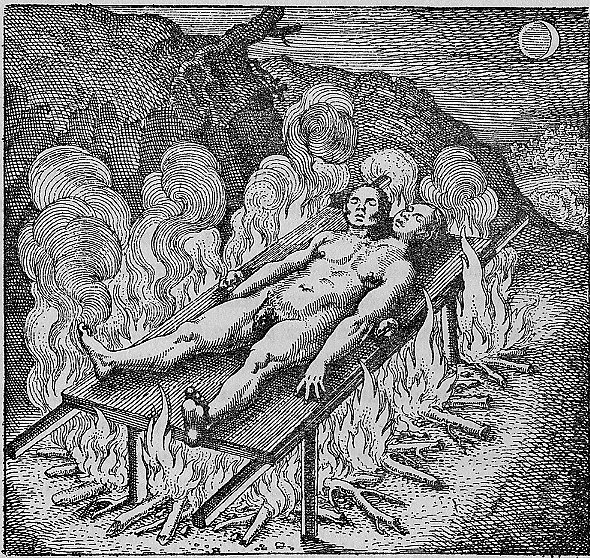
Fuga d'Atalanta; 1612 Emblema 33
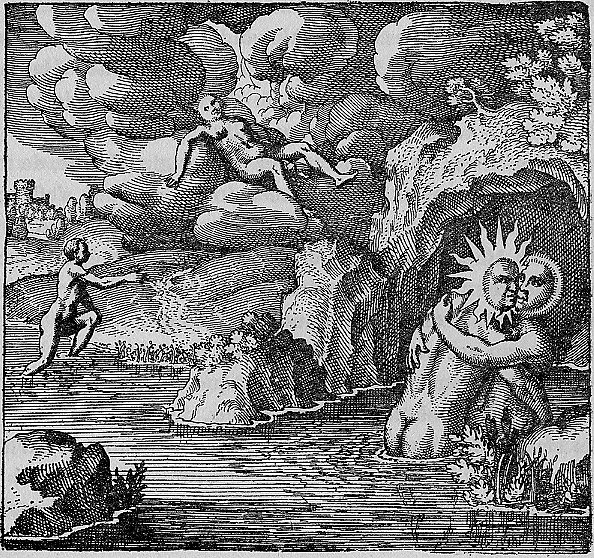
Fuga d'Atalanta; 1612 Emblema 34
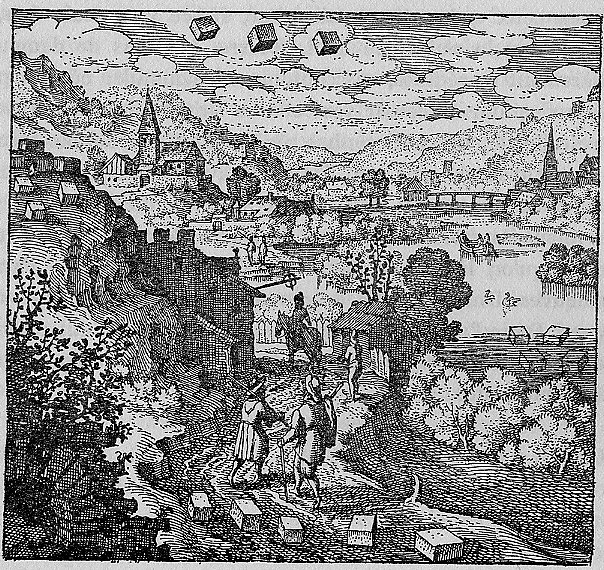
Fuga d'Atalanta; 1612 Emblema 36
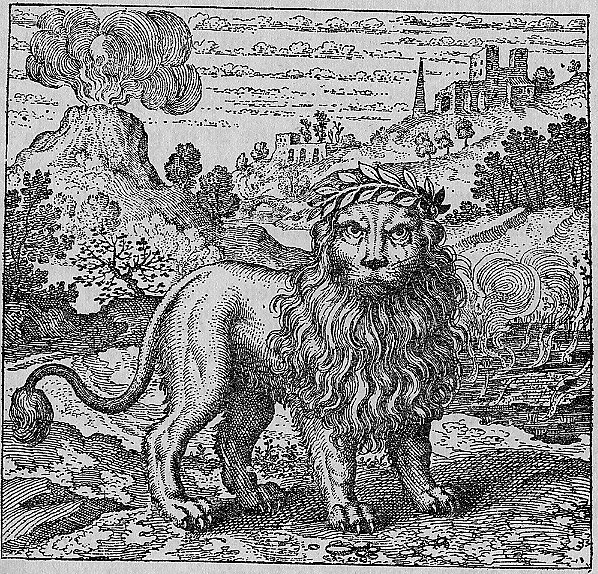
Fuga d'Atalanta; 1612 Emblema 37
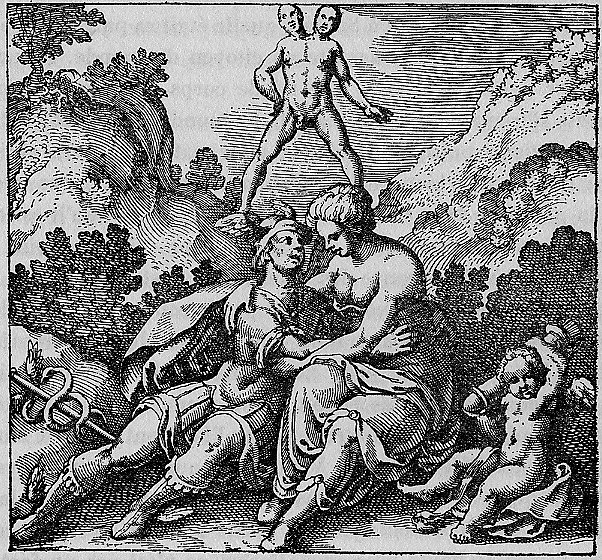
Fuga d'Atalanta; 1612 Emblema 38
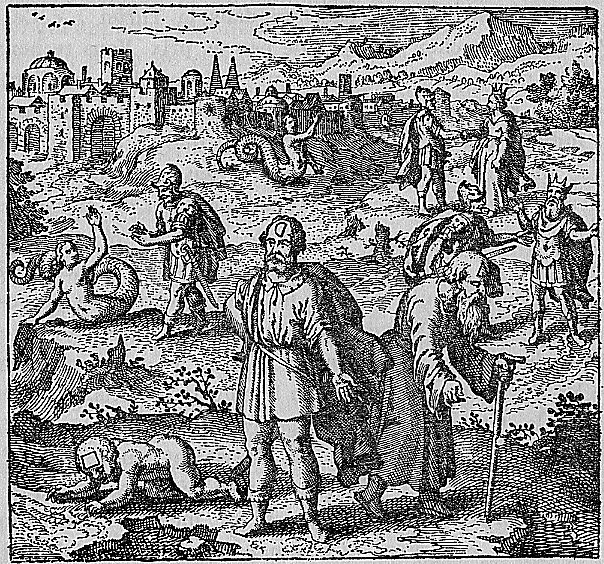
Fuga d'Atalanta; 1612 Emblema 39
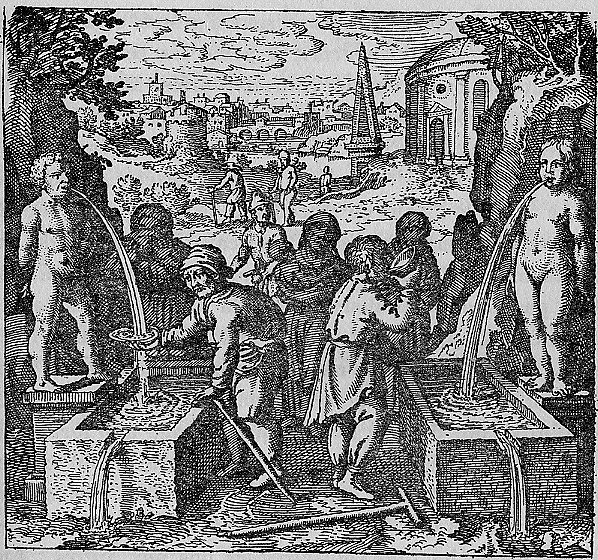
Fuga d'Atalanta; 1612 Emblema 40
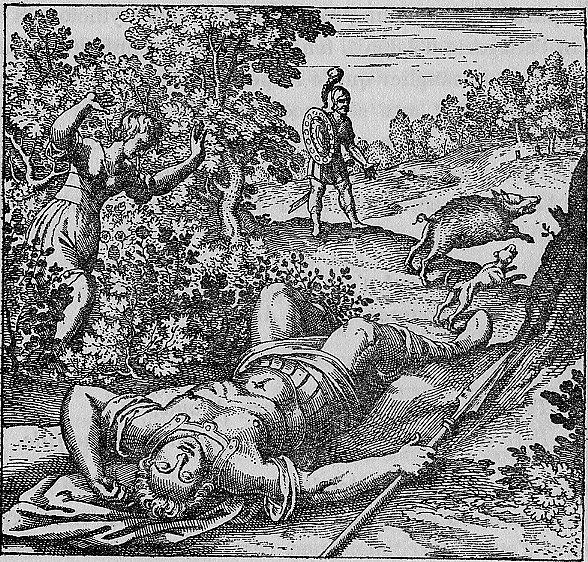
Fuga d'Atalanta; 1612 Emblema 41
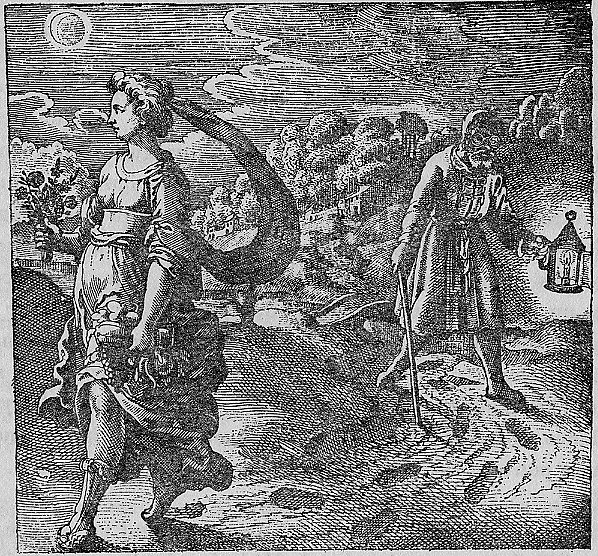
Fuga d'Atalanta; 1612 Emblema 42
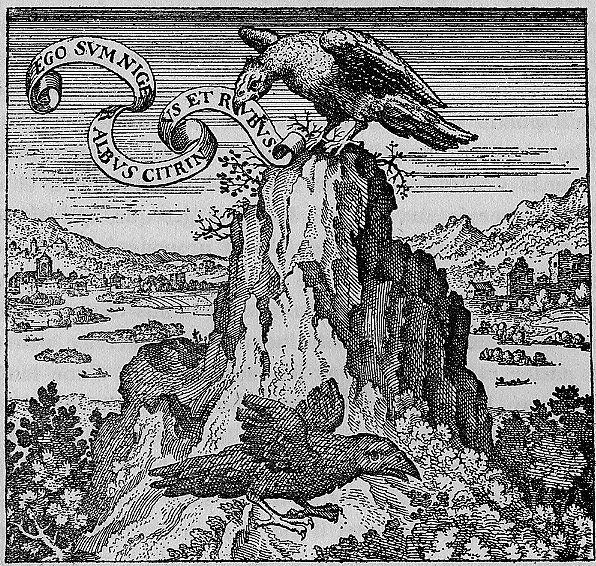
Fuga d'Atalanta; 1612 Emblema 43
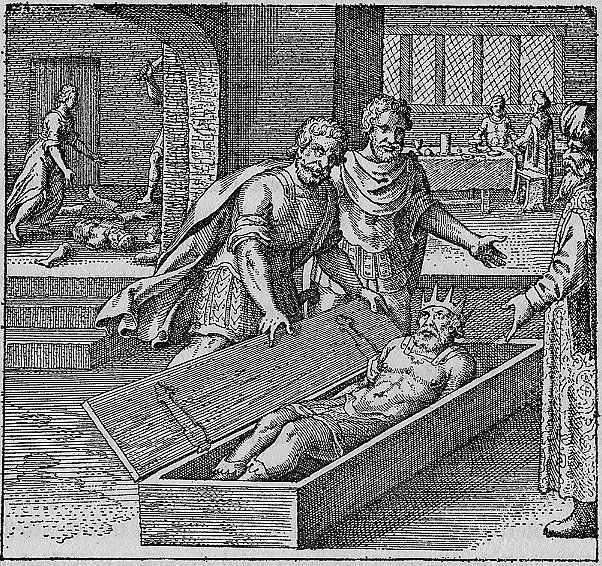
Fuga d'Atalanta; 1612 Emblema 44
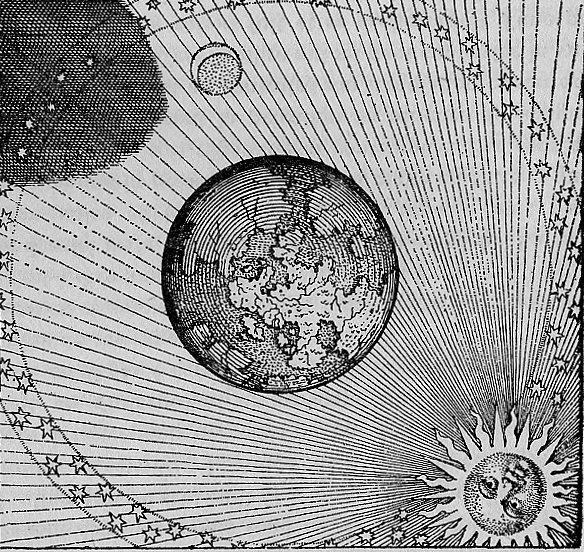
Fuga d'Atalanta; 1612 Emblema 45
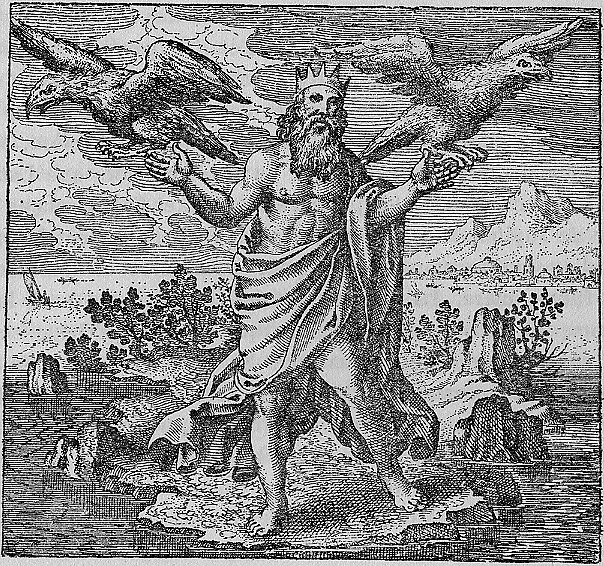
Fuga d'Atalanta; 1612 Emblema 46
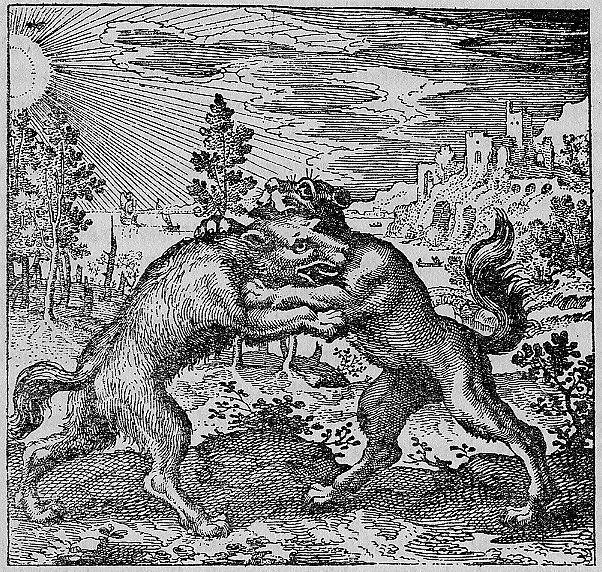
Fuga d'Atalanta; 1612 Emblema 47
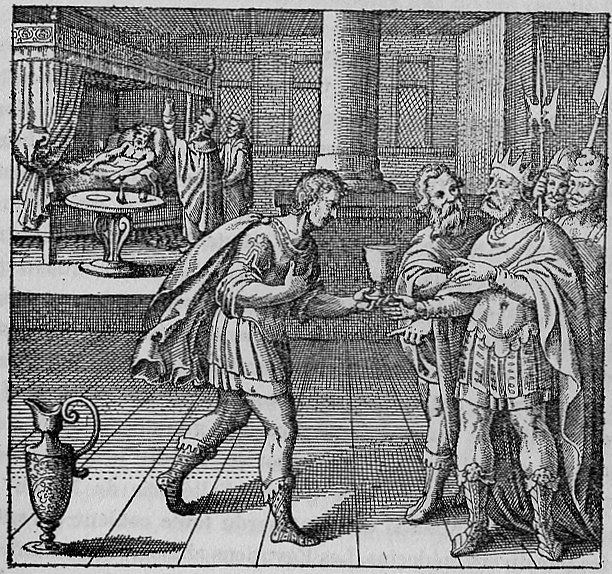
Fuga d'Atalanta; 1612 Emblema 48
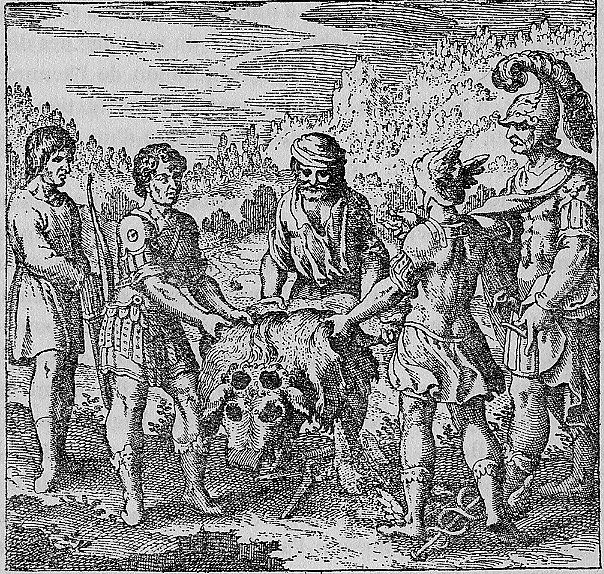
Fuga d'Atalanta; 1612 Emblema 49
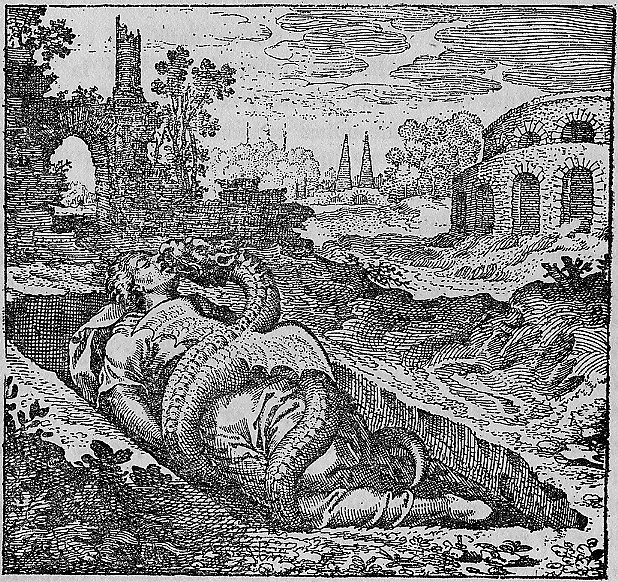
Fuga d'Atalanta; 1612 Emblema 50